# Abrucena
Abrucena este un municipiu în provincia Almería, Andaluzia, Spania cu o populație de 1.413 locuitori.